# 烏克蘭斯凱 (哈爾科夫區)
50°5′6″N 36°29′57″E / 50.08500°N 36.49917°E
烏克蘭斯凱（烏克蘭語：Українське）是位於烏克蘭東部的村莊，由哈爾科夫州哈爾科夫區的齊爾庫尼市鎮負責管轄。該村始建於1926年，面積0.14平方公里，海拔高度144米，2001年人口5，人口密度每平方公里35.7人。